# Элис (фильм, 2022)
«Элис» (англ. Alice) — американский независимый драматический фильм 2022 года. Режиссёрский дебют Кристин Вер Линден, снятый по её же сценарию.

## Сюжет
Элис и её муж Джозеф живут вместе с другими рабами на плантации Пола Беннетта где-то в Джорджии. Беннетт жестоко обращается со своими рабами. Как-то он сообщает Джозефу, что хочет отправить того временно к другому хозяину на другую плантацию. Тому плантатору нужны новые рабы на будущее, поэтому Джозефу будет нужно провести время с девушкой-рабыней с его плантации, а когда будет точно известно, что она забеременела, Джозеф сможет вернуться. От одного из старых рабов Джозеф узнаёт историю о неком чернокожем страннике, который однажды пришёл с неба и мог разжигать огонь руками. Джозеф пробует сбежать, но его ловят. Элис думает, что он убит. Она нападает на Беннетта, за что её жестоко наказывают. В какой-то момент девушке всё же удаётся вырваться и сбежать в лес.
После долгой пробежки сквозь лес Элис выходит на проезжую часть. Там её чуть не сбивает грузовик, и девушка падает в обморок. Поскольку она странно себя ведёт и не может внятно объяснить кто она, водитель грузовика Фрэнк думает, что у неё амнезия. Сначала он отвозит Элис в больницу, но затем забирает оттуда. Он опасается, что её отвезут в психиатрическую больницу. Его мама ранее умерла в подобном месте. Фрэнк привозит Элис к себе домой и пробует пробудить её память, давая послушать музыку и показывая предметы типа телефона. Элис ничего этого не знает и не понимает.
От Фрэнка Элис узнаёт, что на дворе 1973 год. Сама Элис умеет читать, но не умеет писать. Из телевизора, газет и энциклопедий Элис узнаёт об отмене рабства, борьбе за гражданские права и «Чёрных пантерах». Она знает, что бывшую жену её хозяина звали Рэйчел, поэтому обзванивает по телефонному справочнику всех женщин по имени Рэйчел Беннетт. В какой-то момент она находит её и назначает ей встречу. Пообщавшись с Рэйчел, Элис убеждается в том, что она должна отомстить за всё то, что с ней произошло, но не самой Рэйчел, так как у той маленький ребёнок.
Элис собирается ехать на плантацию, чтобы освободить остальных рабов. Она ещё больше убеждается в своих намерениях после просмотра фильма «Коффи» с Пэм Гриер. Элис упрекает Фрэнка в его отказе от борьбы. Поначалу девушка отправляется на плантацию одна, но позже Фрэнк передумывает и приходит ей на помощь. Своим видом и поведением Элис старается подражать персонажу Пэм Гриер из фильма. Фрэнк вызывает на место службу спасения. На плантации Элис воссоединяется со своим мужем, который всё же выжил после той неудачной попытки побега.

## В ролях
- Кеке Палмер — Элис
- Common — Фрэнк
- Джонни Ли Миллер — Пол Беннетт
- Гай Чарльз — Джозеф
- Маделон Кертис — миссис Беннетт
- Кеннет Фармер — Моисей
- Наташа Уильямс — Рут
- Джексон Голденберг — Дэниел
- Крэйг Старк — Аарон
- Алисия Уитт — Рэйчел

## Производство
В сентябре 2019 года появилась информация, что режиссёром и сценаристом фильма о рабстве выступит Кристин Вер Линден. В июне 2020 года стало известно, что главную роль в фильме исполнит Кеке Палмер, другие основные роли исполнят Common и Джонни Ли Миллер.
Сюжет фильма отсылает к реальной истории девушки по имени Мэй Луиза Миллер, чья семья в начале 1960-х годов ещё находилась в рабстве. В 14 лет Мэй сбежала от своих хозяев, а позже были освобождены и остальные члены её семьи. По её рассказам они жили изолированно и не знали, что происходит в остальном мире. Бежать они не пытались, так как считали, что чернокожие везде живут так. Её отец ранее однажды пытался бежать, но тогда его поймали и избили.

## Выпуск и приём
Премьера фильма состоялась 23 января 2022 года на кинофестивале «Сандэнс». 18 марта фильм вышел в широкий прокат. В прокате успеха не имел, собрав $373 тысячи. Критики также прохладно приняли фильм. На сайте Rotten Tomatoes рейтинг «свежести» фильма составляет 29 %, на Metacritic — 47 баллов из 100. Критики отмечали, что создатели фильма преследовали благие цели и у самого фильма был потенциал, но всё сделано неуклюже и неправдоподобно. Отмечалось, что фильм похож на «Антебеллум» (2020), но во всём проигрывает ему. Тем не менее, критики выделяли игру Кеке Палмер.
Фильм получил номинацию на премию «Сатурн» в категории «Лучший независимый фильм» и несколько номинаций на премию «NAACP Image».